# متنزه محمية روكفيلر الحكومي

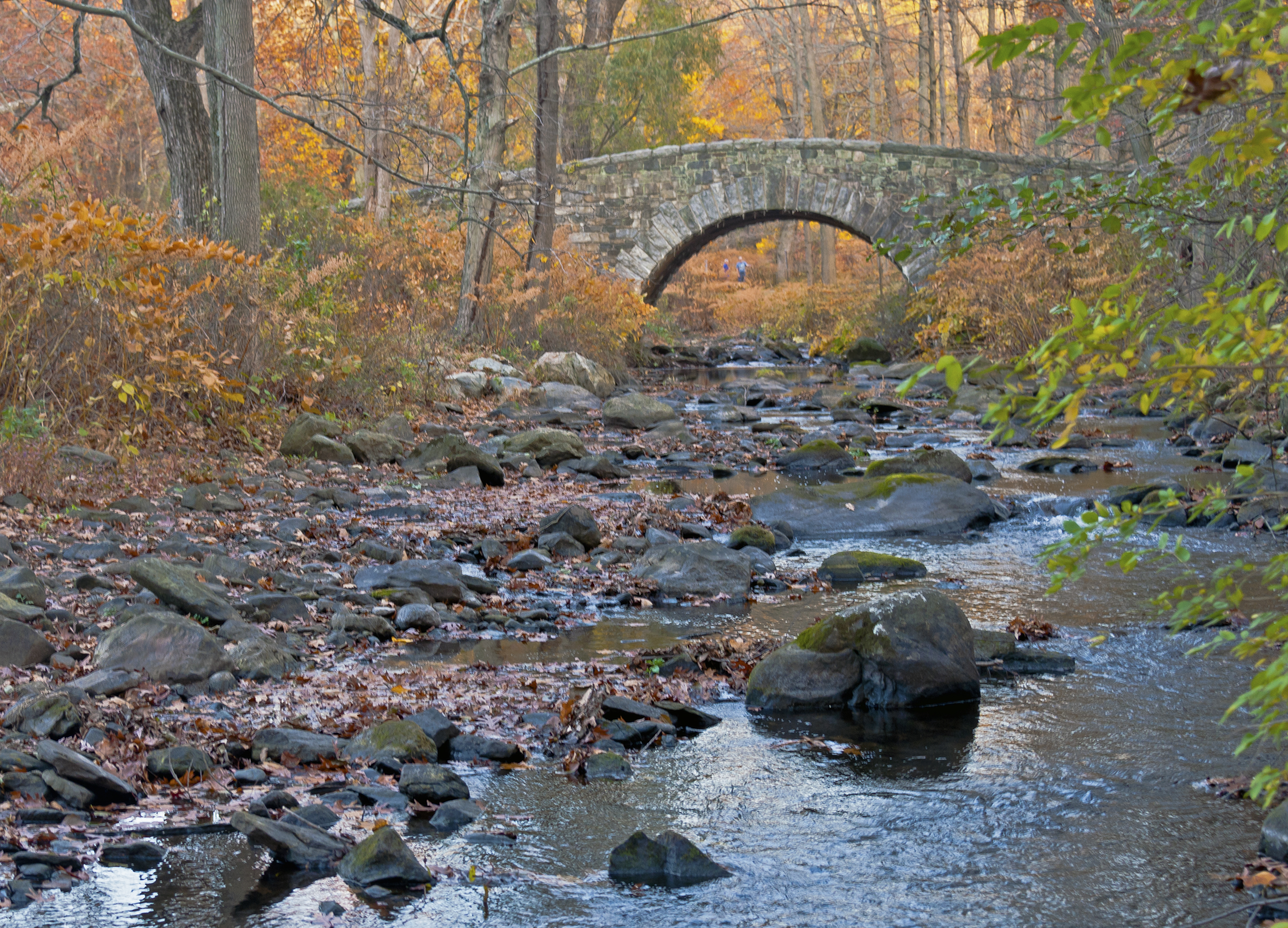
نهر بوكانتيكو أثناء تدفقه عبر متنزه روكفلر الحكومي

متنزه محمية روكفلر الحكومي، هو متنزه حكومي فيمونت بليستانت في سفوح نهر هدسون في مقاطعة ويستشستر. تشمل الأنشطة الشائعة في المتنزه ركوب الخيل والمشي والركض والجري ومشاهدة الطيور وصيد الأسماك. يتمتع المتنزه بتاريخ غني وقد تم التبرع بها إلى ولاية نيويورك بمرور الوقت من قبل عائلة روكفلر ابتداءً من عام 1983. جزء من المتنزه ملك باحة روكوود، يواجه نهر هدسون. كان في السابق المقر الخاص لوليام روكفلر،وبدأ استخدامه كمتنزه ولاية نيويورك في أوائل السبعينيات. في عام 2018، تمت إضافة المتنزه إلى سجل ولاية نيويورك للأماكن التاريخية.

## سمات
تم تعيين متنزه محمية روكفلر الحكومي من قبل جمعية اودوبون الوطنية كمنطقة مهمة للطيور تضم أكثر من 180 نوعًا، وتشتهر بالحياة البرية ومسارات النقل والمناظر الطبيعية الخلابة في المتنزه 55 ميل (89 كـم)من طرق النقل تسمح للزوار بمشاهدة الموائل المختلفة على 1,771 أكر (7.17 كـم2)  والذي يشمل المروج المفتوحة والغابات الكثيفة والجداول المتعرجة والأراضي الرطبة وبحيرة للبجع بمساحة 24 أكر (97,000 م2).
يقع متنزه محمية روكفلر الحكومي المتاخمة لمتنزه دولة قناة كروتون القديمة التاريخي ومقبرة سليبي هولو . تتاخم المحمية أيضًا أراضي خاصة واسعة تملكها عائلة روكفلر وهي مفتوحة للجمهور.تتواصل الممرات في المنطقة الخاصة، والتي لا تزال مستخدمة من قبل عائلة روكفلر  والمفتوحة أيضًا للجمهور مع تلك الموجودة في متنزه الولاية. تم تخطيط العديد من هذه المسارات ووضعها من قبل جون دي روكفلر(الأب) وأحفاده. الوصول إلى هذه المسارات، والوصول الإضافي إلى مسارات المتنزه الحكومي، متاح من طريق سليبي هولو وطريق بيدفورد/ طريق 448 في سليبي هولو. يقع قسم من متنزه الدولة غرب المحمية، على طول نهر هدسون، ويسمى قسم قاعة روكوود.
يحتوي مركز الزوار في المحمية أيضًا على معرض فني صغير يعرض بشكل متكرر اللوحات والأعمال الفنية الفوتوغرافية للفنانين المحليين.
يقع مركز ستون بارنز للأغذية والزراعة «وهو مزرعة غير ربحية ومركز تعليمي مصمم لعرض وتعليم وتعزيز الإنتاج الغذائي المستدام المستند إلى المجتمع»على مسافة قريبة من المحمية. غالبًا ما تتغذى الخنازير من ستون بارنز في غابات المحمية. كما ترعى الماشية أراضي المحمية.
المتنزه مفتوح على مدار السنة، من شروق الشمس إلى غروبها، مع ساعات عمل من 9 صباحا حتى 4:30 مساء هناك رسوم 6.00دولارات لمواقف السيارات.

## باحه روكوود

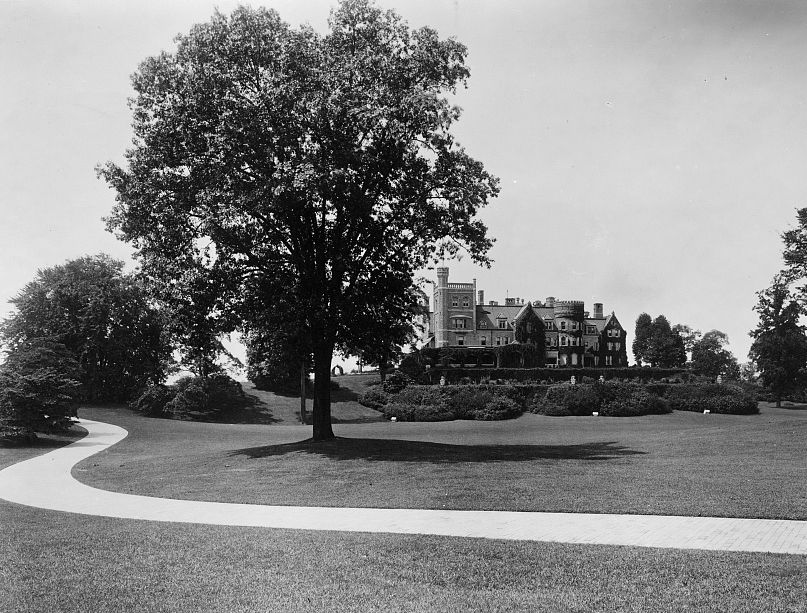
Rockwood Hall في عام 1916

باحة روكوود هي قسم من متنزه الولاية، كان سابقًا موقع منزل ويليام روكفلر،شقيق جون دي روكفلر.تبرع لورنس روكفلر بالأرض لنيويورك عام 1999 لاستخدامها كمتنزه. كان ألكسندر سليديل ماكنزي من أوائل مالكي العقار، الذي عاش هناك من عام 1840 إلى عام 1848. حصل إدوين بارتليت على العقار وقام ببناء روكوود، وهي قلعة قوطية إنجليزية من الحجر المحجر محليًا.باع بارتليت المنزل لشريكه في العمل ويليام هنري أسبينوال في عام 1860 ؛ جعله اسبينوال منزله الصيفي وحسّن الممتلكات والمنزل، واشترى أرضًا كافية لجعل ممتلكاته 200 أكر (81 ها) . عند وفاته في عام 1875،عاش ابنه لويد أسبينوال هناك حتى عام 1886.ثم اشتراها ويليام روكفلر مقابل 150 ألف دولار. قام روكفلر بتوسيع ممتلكاته إلى حوالي 1,000 أكر (400 ها) وإما تجديد أو إعادة بناء القلعة.كان المنزل الناتج المكون من 204 غرفة يبلغ 174 × 104 قدمًا وكان ثاني أكبر منزل خاص في الولايات المتحدة في ذلك الوقت، فقط خلف قصر بيلتمور في آشفيل بولاية نورث كارولينا. بعد الجلوس الشاغر لبعض الوقت، تم هدم القصر في الأربعينيات.
في عام 1971،اقترح النائب أوتيس بايك مشروع قانون لمصادرة جزيرة غاردينرز التاريخية، المملوكة لعائلة غاردينر منذ عام 1639،لتحويلها إلى نصب تذكاري وطني فيدرالي. اشتكى روبرت ديفيد ليون جاردينر، أحد المالكين المشاركين، من أن اقتراح مصادرة ممتلكات عائلته كان غير عادل، عندما سُمح لعائلة روكفلر بالاستمرار في امتلاك تلال بوكانتيكو.
تم استخدام الأرض كجزء من المتنزه منذ السبعينيات، عندما قام لورانس روكفلر بتأجير الحوزة إلى نيويورك لاستخدامها كمتنزه.

## في الثقافة الشعبية
- تم استخدام مدخل المتنزه على طريق ولاية نيويورك 117
- والطريق السريع نفسه لفترة وجيزة في الكوميديا لعام 2002 سوبر تروبز .[10]

## روابط خارجية
- متنزهات ولاية نيويورك: محمية Rockefeller State Park
- Friends of the Rockefeller State Park Preserve، Inc.